# 阿尔贝托·拉迪
阿尔贝托·拉迪（義大利語：Alberto Radi，1919年12月10日—1989年7月13日），意大利男子赛艇运动员。他曾代表意大利参加1948年夏季奥林匹克运动会赛艇比赛，获得男子双人单桨有舵手银牌。